# Imaculada (Bayeux)
Imaculada é um bairro da cidade de Bayeux, estado da Paraíba.
Segundo o IBGE, no ano de 2010, residiam no bairro 11.485 pessoas, sendo 5.489 homens e 5.996 mulheres, sendo um dos bairros mais populosos da cidade.
O mais conhecido ponto de referência desse Bairro é O Coreto, que também serve como ponto final da linha de ônibus local, que possui as seguintes linhas: via Pedro Ulisses ou via Engenheiro de Carvalho.
Nessa região residem ilustres como Anderson "Desso", Itamar "Carroceiro", Carreirinha, entre outros, sem contar a presença do ilustre residente desse bairro "Lula". Além disso, conta com a presença de moradores ébrios como o conhecido "Gogó", o xarope.
O acesso ao bairro é feito pela BR-230 ou pela Ponte do Baralho.